# Волошка довгоденна
Волошка довгоденна (Centaurea solstitialis) — рослина з роду волошка родини айстрових.
Батьківщиною волошки сонячної є Середземноморський регіон, але після завезення її до Америки в XIX столітті, вона стала небезпечним бур'яном на її території.